# Vesele
Vesele (ukrajinsky Веселе; rusky Весёлое – Vesjoloje) je sídlo městského typu v Záporožské oblasti na Ukrajině. Leží ve vzdálenosti zhruba 125 kilometrů na jih od Záporoží, správního střediska celé oblasti, zhruba na půl cesty mezi Kachovskou přehradou na severu a pobřežím Azovského moře na jihu. V roce 2013 v něm žilo zhruba deset tisíc obyvatel.